# Скоррадальсхреппюр
Скоррадальсхреппюр (исл. Skorradalshreppur, исландское произношение: [ˈskɔrːaˌtɑlsˌr̥ɛhpʏr̥]) — община на западе Исландии в регионе Вестюрланд. В 2020 году в общине на 216 км² проживало 65 человек.

## История
Община Скоррадальсхреппюр была образована 4 мая 1872 года, когда король Дании Кристиан IX принял закон о административно-территориальном делении Исландии. С тех пор община существует в своих границах и её жители регулярно голосуют против присоединения к другим общинам Вестюрланда в рамках программы укрупнения муниципальных образований в Исландии.

## География
Скоррадальсхреппюр является одной из немногих общин в Исландии, которые не имеют прямого выхода к морю. Община расположена по обе стороны длинного и узкого озера Скоррадальсватн и с южной стороны ограничена землями общины Хвальфьярдарсвейт, а с северной — землями Боргарбиггд. на землях общины широко распространены хвойные леса, как естественные, так и культивируемые.
В общине есть несколько мелких поселений (хуторов) и отдельных ферм, а также несколько коттеджных посёлков (Дагвердарнес, Фитьяхлид, Хаульсаскоугюр. Хваммсскоугюр, Индридастадир и Ватнсендахлид) с дачами и летними домиками, в которых нет постоянного населения.
Основное занятие жителей — сельское хозяйство (овцеводство, коневодство и лесоразведение) и туризм.

## Транспорт
По территории общины проходит небольшой участок дороги регионального значения Боргарфьярдарбрёйт 50, а также три дороги местного значения: Мосфедльсстадавегюр 507, Скоррадальсвегюр 508} и Драгавегюр 520.

## Галерея

Природные достопримечательности на территории общины
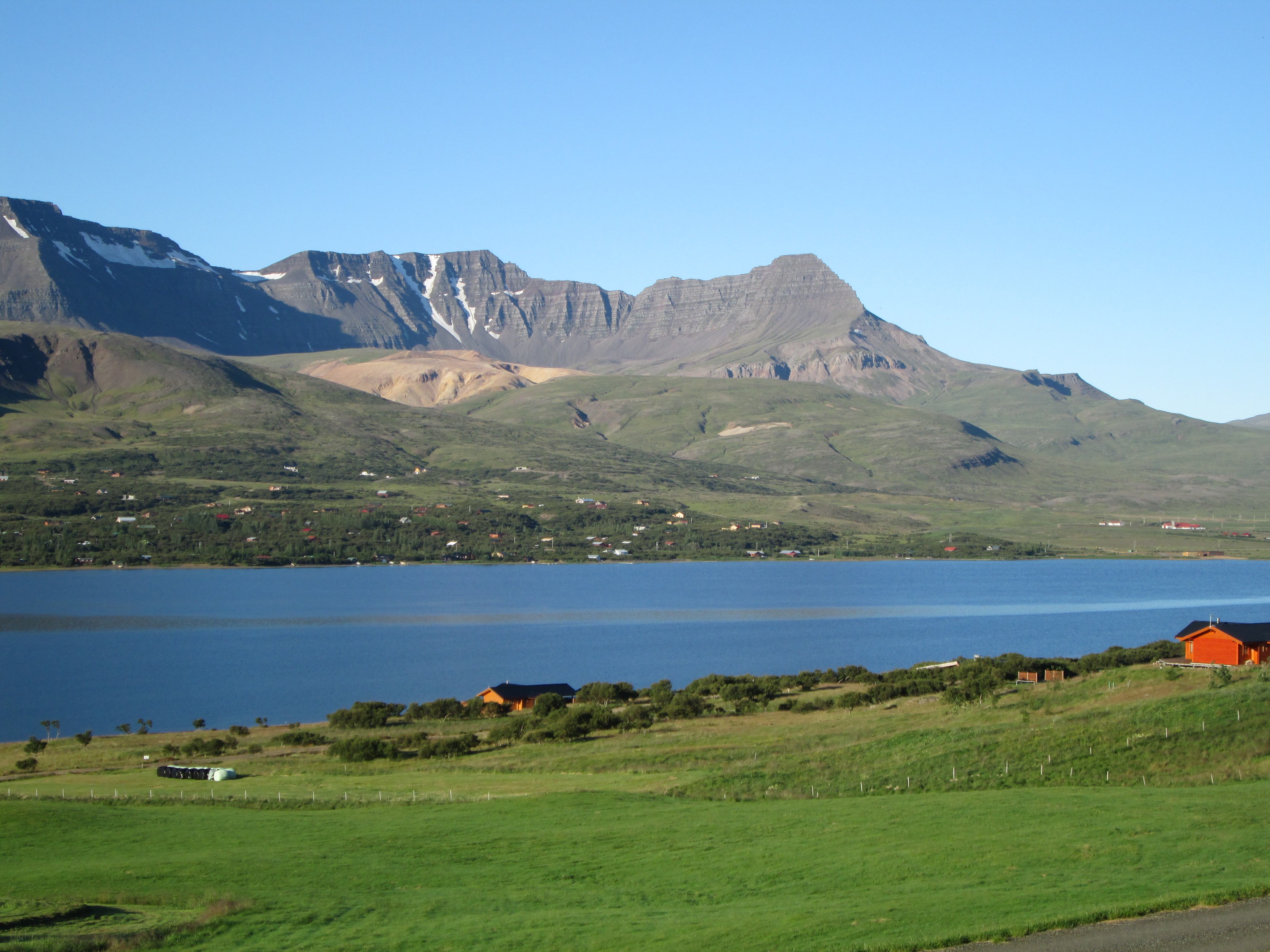
Вид на озеро Скоррадальсватн с мыса Скессюходн
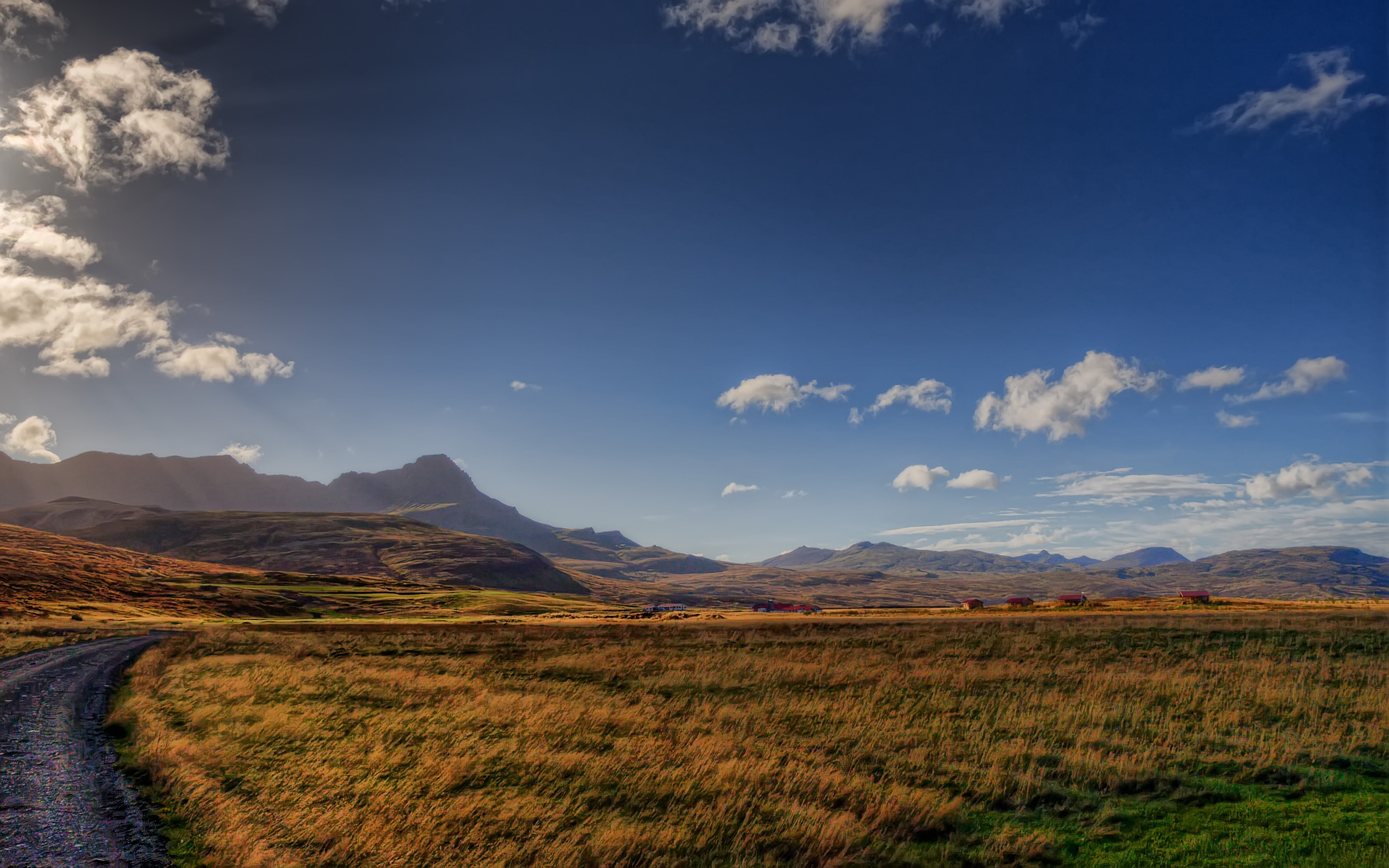
Долина Скоррадалюр
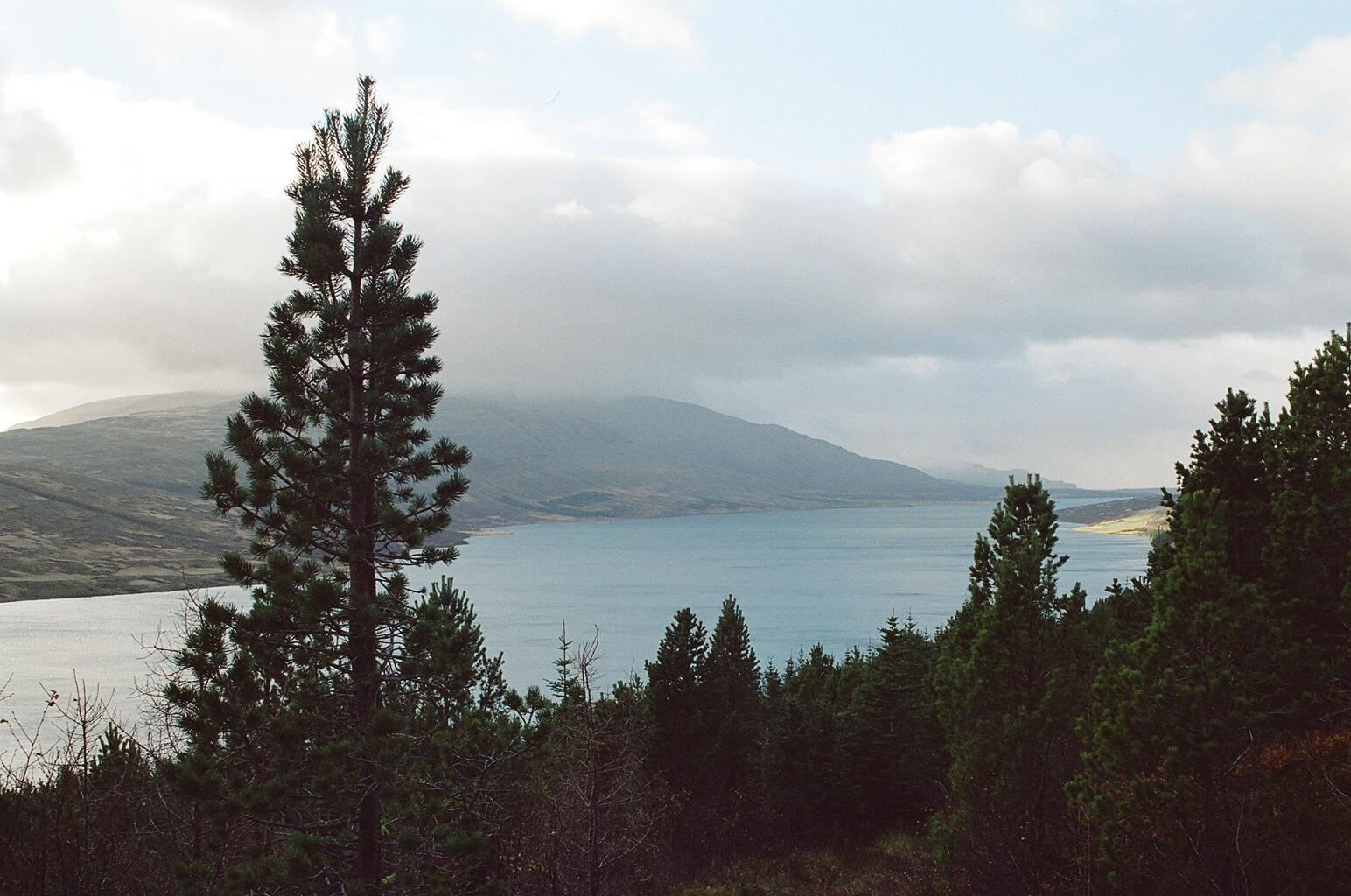
Вид на озеро Скоррадальсватн со склонов горы Драгафедль

## Население
Источник: Mannfjöldi eftir kyni, aldri og sveitarfélögum 1998-2021 (исл.). hagstofa.is. Reykjavík: Hagstofa Íslands [Статистическая служба Исландии]. Дата обращения: 16 октября 2021.